# رافاييل دوس سانتوس لاكريدا
رافاييل دوس سانتوس لاكريدا هو لاعب كرة قدم برازيلي في مركز الدفاع، ولد في 12 يونيو 1984 في ساو ليوبولدو في البرازيل. لعب مع جمعية أرابيراكا الرياضية وجمعية بورتوغيزا الرياضية وريد بل برازيل ونادي جوينفيل ونادي غوياس ونادي كاشياس دو سول.

## وصلات خارجية
- رافاييل دوس سانتوس لاكريدا على موقع قاعدة بيانات كرة القدم.إي يو (الإنجليزية)
- رافاييل دوس سانتوس لاكريدا على موقع Soccerway.com (الإنجليزية)